# La Ilustración (Antofagasta)
La Ilustración (Antofagasta) fue un destacado semanario chileno con abundante gráfica moderna publicado en Antofagasta desde 1923 a 1925.

## Historia
En la década del veinte, en el contexto del auge salitrero que experimentaba la ciudad de Antofagasta, fue publicado el semanario La Ilustración (Antofagasta) dirigido por el periodista León Pezzutti. La revista utilizaba muchas imágenes producidas por su propio equipos artístico, desde fotografías a ilustraciones. El investigador Pedro Álvarez Casseli la destacó por ser una manifestación del art déco producido en el ámbito regional del país:

"Algunas propuestas dignas de mencionar surgieron en provincias: en Concepción, Atenea y Concepción Magazine, y en Antofagasta, La Ilustración, publicada en 1923, que contaba con buenos dibujos, información gráfica clara y un personaje de historieta: Las Aventuras de Cachiporra, ambientadas en la pampa salitrera. (...)"

La Ilustración congregó a una serie de profesionales que desarrollaban exitosas trayectorias profesionales en el ámbito de la producción editorial. Entre ellos, estaban los artistas e ilustradores Silvestre Cortés, Cayetano Gutiérrez (Zayde), Nicolás González Paredes y Rafael Alberto López Patiño.
En el caso de López, que más tarde fue uno de los destacados profesores de la Escuela de Artes Aplicadas en Santiago, trabajó en La Ilustración siendo muy joven, e hizo ilustraciones para portadas y registros de la vida antofagastina en croquis que luego eran publicado en las páginas centrales del semanario. Por ejemplo, en febrero de 1925 hizo la ilustración de la señorita Violeta Urizar, reina de los Juegos Florales de Antofagasta, para la portada del semanario.
Formaban parte del equipo los fotógrafos Octaviano Díaz y Jorge García Caballero. Este último también era corresponsal gráficos de una serie de revistas chilenas, entre ellas Zig-Zag (revista).